# A Curiosa História de Nova Espero
A Curiosa História de Nova Espero é um documentário brasileiro produzido e dirigido por João Pedro Braun. O documentário trata sobre um projeto nos anos 2000 de elevar o Esperanto ao status de segunda língua oficial do distrito de São Roque do Chopim na cidade de Pato Branco, no sudoeste do estado do Paraná.
O documentário foi premiado no Denver Monthly Film Awards em março de 2025.

## Produção
Braun comentou que a ideia surgiu em 2015, quando ele voltou para Pato Branco e conversou com a professora Eliane Gauze sobre o projeto esperantista de Nova Espero. Em 2021, o tema ressurgiu durante um encontro com amigos, um deles esperantista, momento em que ele resolveu transformá-lo em filme.
Foi realizada uma pesquisa aprofundada antes das gravações para estudar qual seria o melhor recorte. No total, desde a pré-produção até a pós-produção, incluindo traduções e legendas, o filme levou cerca de 11 meses para ser concluído.